# Автошлях Т 0805
Автошля́х Т 0805 — автомобільний шлях територіального значення в Запорізькій області. Проходить територією Кам'янсько-Дніпровського, Великобілозерського, Веселівського та Мелітопольського районів через Кам'янку-Дніпровську — Велику Білозерку — Веселе. Загальна довжина — 113,1 км.

## Маршрут
Автошлях проходить через такі населені пункти:
| Автошлях Т 0805               |                  |
| Запорізька область            |                  |
| Кам'янсько-Дніпровський район |                  |
| Кам'янка-Дніпровська          | Т 0804           |
| Водяне                        |                  |
| Дніпровка                     | Р37              |
| Заповітне                     |                  |
| Великобілозерський район      |                  |
| Велика Білозерка              | Т 0810           |
| Веселівський район            |                  |
| Піскошине                     |                  |
| Менчикури                     |                  |
| Ясна Поляна                   |                  |
| Веселе                        | Т 0811 • Т 0817  |
| Білівське                     |                  |
| Запоріжжя                     |                  |
| Мелітопольський район         |                  |
| Трудове                       |                  |
| Новомиколаївка                |                  |
|                               | перетин з E58М14 |